# Nauzet Alemán
Nauzet Alemán Viera (ur. 25 lutego 1985 w Las Palmas de Gran Canaria) – hiszpański piłkarz występujący na pozycji pomocnika.